# Spelaeomysis
Spelaeomysis é um gênero de crustáceos pertencente à família monotípica Lepidomysidae, que é considerada parte da ordem Stygiomysida [en] ou Mysida.
As espécies desse gênero são encontradas na Europa, América do Norte e África.

#### Espécies
- Spelaeomysis bottazzii Caroli, 1924
- Spelaeomysis cardisomae Bowman, 1973
- Spelaeomysis cochinensis Panampunnayil & Viswakumar, 1991
- Spelaeomysis longipes (Pillai & Mariamma, 1963)
- Spelaeomysis nuniezi Bacescu & Orghidan, 1971
- Spelaeomysis olivae Bowman, 1973
- Spelaeomysis quinterensis (Villalobos, 1951)
- Spelaeomysis servatus (Fage, 1924)
- Spelaeomysis villalobosi Garcia-Garza et al., 1996